# 1660 Wood
1660 Wood (1953 GA) là một tiểu hành tinh vành đai chính được nhà nghiên cứu sao chổi J. A. Bruwer phát hiện vào ngày 7 tháng 4 năm 1953 tại Đài quan sát Johannesburg thuộc Cộng hòa Nam Phi. Tiểu hành tinh này được đặt tên theo tên của nhà thám hiểm vũ trụ Harry Edwin Wood (1881 - 1946).